# Coletivo Anarca Filmes
O Coletivo Anarca Filmes é um coletivo queer/LGBT, fundado em 2014 no Rio de Janeiro, como resposta aos levantes de 2013 no Brasil, que se dedica a produzir conteúdos audiovisuais experimentais, a partir de intersecções entre arte contemporânea e cinema, abordando questões sociopolíticas urgentes do país. Composto por jovens ex-alunos da Escola de Comunicação da UFRJ, o coletivo lança mão de linguagens experimentais, adotando práticas punk anarquistas de um "faça você mesmo", atravessados também pela cultura da noite carioca e recifense, com a realização de teasers de festas e vídeo-clipes. Suas produções tem como foco principal uma perspectiva decolonial para a autonomia estético-política de corpos e sexualidades dissidentes.

## Produções relevantes
- 2018 Curadoria CineLage na Escola de Artes Visuais do Parque Lage
- 2018 2a Monstra Anarca Filmes de Cinema e Vídeo na Feira Asteriscu do Espaço Saracvra[2]
- 2019: Ação Metamontagem realizada no Instituto Moreira Salles, com o programa educativo Encontro com Professores na exposição de Harun Farocki, em diálogo com o Capacete
- 2020 Exibição na sala virtual da Cinemateca do Museu de Arte Moderna MAM (RJ)